# ديفيد آيرلادند
ديفيد آيرلادند (بالإنجليزية: David Ireland)‏ هو فنان أمريكي، ولد في 25 أغسطس 1930 في بيلينغام في الولايات المتحدة، وتوفي في 17 مايو 2009 في سان فرانسيسكو في الولايات المتحدة.